# Lytton (Columbia Britannica)
Lytton è un villaggio del Canada, situato nella provincia della Columbia Britannica, nel distretto regionale di Thompson-Nicola.
Il paese è stato interamente distrutto, tra il 30 giugno e il primo luglio 2021, da incendi divampati a seguito di un'eccezionale ondata di calore, connessa alla crisi climatica, durante la quale le temperature hanno raggiunto i 49,6 °C, record storico assoluto per il Canada.